# John James Waterston
John James Waterston (* 1811 in Edinburgh; † 18. Juni 1883 ebenda) war ein schottischer Physiker. Er gilt als Pionier der kinetischen Gastheorie.

## Leben und Ausbildung
Waterstons Vater, George, war Hersteller von Siegelwachs und Schreibwarenhändler aus Edinburgh, verwandt mit der Familie von Robert Sandemann und George Sandeman. John wurde als sechstes von neun Kindern in einer von Literatur, Wissenschaft und Musik erfüllten Familie geboren. Er wurde an der Edinburgh High-School ausgebildet, bevor er als Bauingenieur bei Grainger and Miller in die Lehre ging. Seine Arbeitgeber ermutigten ihn, Vorträge an der Universität von Edinburgh zu besuchen. Er studierte Mathematik und Physik unter Sir John Leslie, besuchte Vorlesungen in Chemie, Anatomie und Chirurgie und wurde aktives Mitglied der studentischen Literaturgesellschaft.
Im Alter von 19 veröffentlichte er eine Schrift, in der eine mechanische Gravitationserklärung vorgeschlagen wird. Dabei sollte das Phänomen der Fernwirkung mit Hilfe kollidierender Teilchen erklärt werden; er diskutierte Wechselwirkungen zwischen geradlinigen und Rotationsbewegungen, welche in seiner späteren kinetischen Theorie eine wichtige Rolle spielen sollten.
Im Alter von 21 Jahren zog Waterston nach London, wo er als Vermesser für Eisenbahngesellschaften arbeitete und Mitglied der Institution von Bauingenieuren wurde. Das Reisen in Verbindung mit seiner Vermessungsarbeit ließ Waterston kaum Zeit, seinen Studien nachzugehen, so dass er in die Abteilung für Gewässerkunde der Admiralität unter Francis Beaufort eintrat. Es war Beaufort, der Waterston 1839 für den Posten als Ausbilder der Kadetten der Ostindiengesellschaft vorschlug. Diese Anstellung brachte Waterston den Vorteil, seinen Forschungen nachgehen zu können.

## Kinetische Gastheorie
Während er in Indien war, entwickelte er zuerst unabhängig von Daniel Bernoulli und John Herapath seine kinetische Gastheorie. Er veröffentlichte seine Theorie auf eigene Kosten in einem Buch mit dem ungewöhnlichen Titel Thoughts on the Mental Functions (1843). Er leitete auf korrekte Weise alle Konsequenzen aus seinen Prämissen ab, beispielsweise dass der Gasdruck eine Funktion der Anzahl der Moleküle N, der Molekülmasse M, und der quadratisch gemittelte Teilchengeschwindigkeit {\displaystyle {\bar {v^{2}}}} sei. Er erhielt dabei die Beziehung:
{\displaystyle P=NM{\bar {v^{2}}}}.
Er dachte auch über eine Wellentheorie der Wärme nach, in Analogie zur Wellentheorie des Lichtes und einigen Experimenten von James David Forbes und Macedonio Melloni über Wärmestrahlung. Sein Kommentar, dass „in Mediengemischen die quadratisch gemittelte Teilchengeschwindigkeit umgekehrt proportional zum spezifischen Gewicht der Moleküle sei“, wurde als die erste Feststellung des Äquipartitionstheorems angesehen. Waterston erkannte, dass die kinetische Energie eines einzelnen Moleküls mit der Geschwindigkeit v genau ½mv2 ist und dass Wärme und Energie proportional zu Temperatur T sind. Diese Erkenntnisse ließen ihn folgendes Gesetz für ein ideales Gas ableiten:
{\displaystyle {\frac {PV}{T}}={\mbox{a constant}}}.
Seine Veröffentlichung hatte jedoch kaum einen Einfluss, vielleicht auch wegen des seltsamen Titels. Er übermittelte seine Theorie 1845 der Royal Society, aber sie wurde zurückgewiesen. Sir John William Lubbock schrieb: „Diese Arbeit ist nichts als Unsinn.“
Unglücklicherweise hatte Waterston keine Kopie seiner Arbeit erstellt, daher musste er sie neu schreiben und versuchen, sie an anderer Stelle zu veröffentlichen. Diese Arbeit erregte geringes Interesse von William John Macquorn Rankine und Hermann von Helmholtz, durch welche sie möglicherweise August Krönig beeinflusst hat.
Die kinetische Gastheorie selbst wurde erst akzeptiert, als Rudolf Clausius und James Clerk Maxwell ihre Arbeiten in den 1850er Jahren veröffentlichten – zu diesem Zeitpunkt waren Waterstons Beiträge jedoch bereits vergessen.

## Letzte Stationen
Waterston kehrte 1857 nach Edinburgh zurück und ging seinen eigenen physikalischen Ideen nach, begegnete dabei aber nur der Ablehnung und Nichtberücksichtigung des wissenschaftlichen Establishments. Diese Ablehnung wurde durch sein eigenes wachsendes Einsiedlertum und seine Feindseligkeit der gelehrten Gesellschaft gegenüber verschlimmert.
Er arbeitete noch an Themen wie Akustik, Astronomie, Mechanik der Flüssigkeiten und Thermodynamik. Schließlich starb er 1883 in der Nähe von Edinburgh.

## Bibliographie
- J.S.Haldane The Collected Scientific Papers of John James Waterston, 1928
- Stephen Brush The development of the kinetic theory of gases: II. Waterston, Annals of Science, Band 13, 1957, S. 275–282
- Brush John James Waterston and the kinetic theory of gases, American Scientist, Band 49, 1961, S. 202–214
- Brush The kind of motion we call heat, North Holland 1976
- E.E.Daub Waterston, Rankine and Clausius on the kinetic theory of gases, Isis, Bd. 61, 1970, S. 105–106